# دوناتا پیاتزا
دوناتا پیاتزا (ایتالیایی: Donato Piazza; ۲ ژانویهٔ ۱۹۳۰ – ۱۴ سپتامبر ۱۹۹۷) دوچرخه‌سوار اهل ایتالیا بود.